# Водне поло на Чемпіонаті світу з водних видів спорту 2015
Змагання з водного поло на Чемпіонаті світу з водних видів спорту 2015 тривали з 26 липня до 8 серпня 2015 року в Казані (Росія).

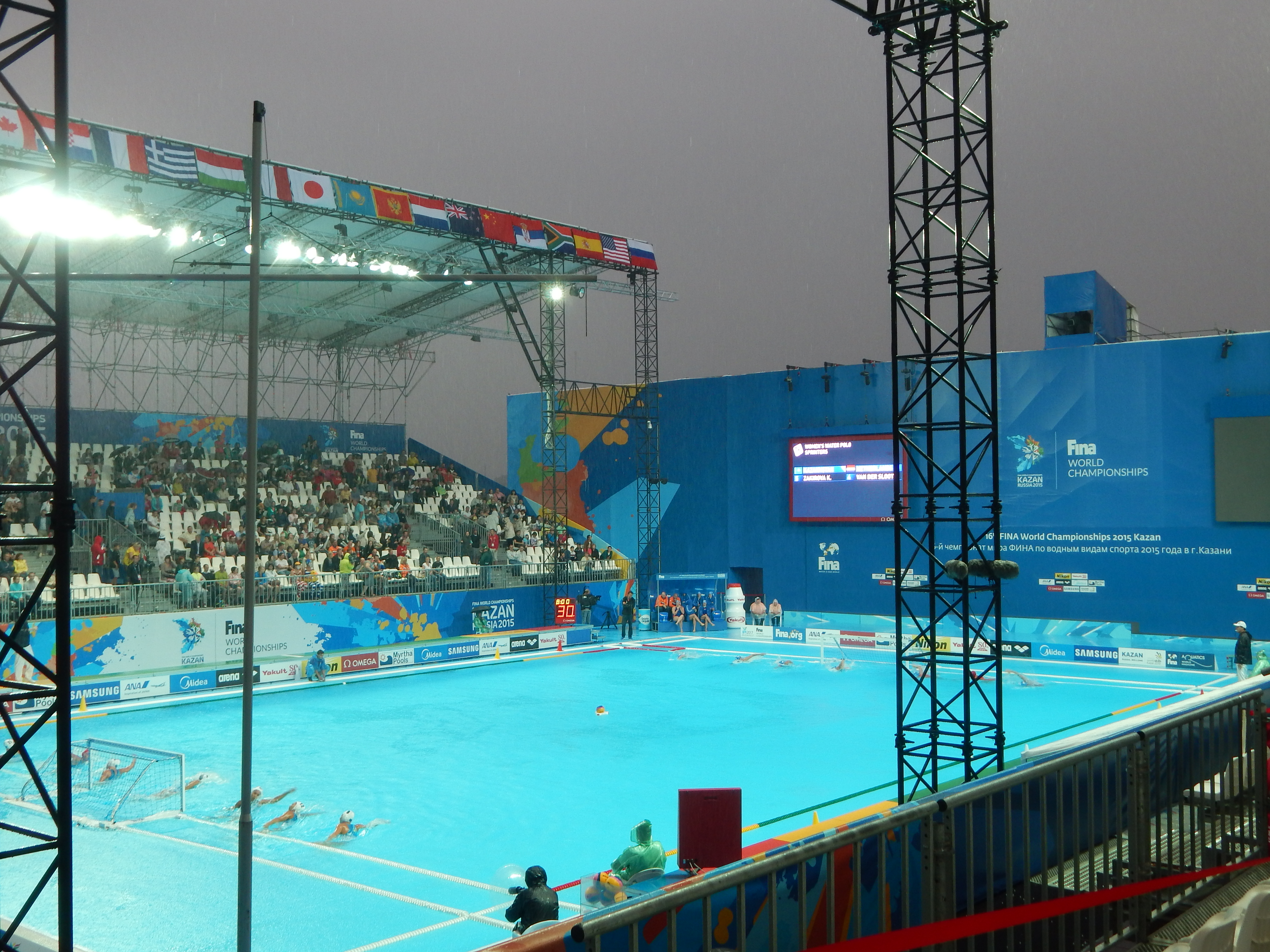
Відкрита арена для водного поло

## Розклад змагань
Розіграно два комплекти нагород.
Вказано місцевий час (UTC+3).
| Дата          | Час   | Раунд                       |
| ------------- | ----- | --------------------------- |
| 26 липня 2015 | 08:30 | Попередній раунд            |
| 27 липня 2015 | 08:30 | Попередній раунд            |
| 28 липня 2015 | 08:30 | Попередній раунд            |
| 29 липня 2015 | 08:30 | Попередній раунд            |
| 30 липня 2015 | 08:30 | Попередній раунд            |
| 31 липня 2015 | 08:30 | Попередній раунд            |
| 1 серпня 2015 | 10:50 | Плей-оф/матчі за місця      |
| 2 серпня 2015 | 10:50 | Плей-оф/матчі за місця      |
| 3 серпня 2015 | 08:30 | Чвертьфінали/матчі за місця |
| 4 серпня 2015 | 08:30 | Чвертьфінали/матчі за місця |
| 5 серпня 2015 | 10:50 | Півфінали/матчі за місця    |
| 6 серпня 2015 | 10:50 | Півфінали/матчі за місця    |
| 7 серпня 2015 | 14:00 | Фінал жіночого турніру      |
| 8 серпня 2015 | 14:00 | Фінал чоловічого турніру    |

## Медальний залік

### Таблиця медалей
| Місце               | Країна              | Золото | Срібло | Бронза | Загалом |
| ------------------- | ------------------- | ------ | ------ | ------ | ------- |
| 1                   | США                 | 1      | 0      | 0      | 1       |
| 1                   | Сербія              | 1      | 0      | 0      | 1       |
| 3                   | Нідерланди          | 0      | 1      | 0      | 1       |
| 3                   | Хорватія            | 0      | 1      | 0      | 1       |
| 5                   | Італія              | 0      | 0      | 1      | 1       |
| 5                   | Греція              | 0      | 0      | 1      | 1       |
| Загалом (6 збірних) | Загалом (6 збірних) | 2      | 2      | 2      | 6       |

### Медалі за дисциплінами
| Дисципліна | Золото | Срібло | Бронза |
| ---------- | --- | --- | --- |
| Чоловіки   | Сербія Мілан Алексич Мілош Чук Філіп Філіпович Живко Гоцич Нікола Якшич Душан Мандич Бранислав Митрович Стефан Митрович Слободан Нікич Душко Пієтлович Гойко Пієтлович Андрія Прлайнович Сава Ранджелович       | Хорватія Марко Біяч Лука Букич Дамір Бурич Андро Бушлє Маро Йокович Лука Лончар Петар Муслім Пауло Обрадович Йосип Павич Фран Пашквалін Антоніо Петкович Анджело Шетка Сандро Сукно                        | Греція Хрістос Афрудакіс Евангелос Делакас Георгіос Дервісіс Константінос Флегкас Іоанніс Фунтуліс Стефанос Галанопулос Константінос Генідуніас Александрос Гунас Хрістодулос Коломвос Константінос Мурікіс Еммануїл Милонакіс Киріакос Понтікеас Ангелос Влахопулос |
| Жінки      | США Кемерін Крейґ Рейчел Феттел Макензі Фішер Кейлі Гілкріст Ешлі Гроссман Саманта Гілл Ешлі Джонсон (ватерполістка) Кортні Метьюсон Медді Масселмен Кайлі Ньюшул Мелісса Сейдеманн Меггі Стеффенс Еліс Вільямс | Нідерланди Лаура Артс Амаренс Ґене Даґмар Ґене Ліке Классен Мауд Меґенс Марлус Нейгейс Вівіан Севеніх Ясемін Сміт Номі Стомпгорст Леоні ван дер Молен Сабріна ван дер Слот Ісабелла ван Торн Деббі Віллемш | Італія Розарія Аєлло Лаура Барцон Роберта Б'янконі Таня Ді Маріо Джулія Еммоло Тереза Фрассінетті Аріанна Гаріботті Джулія Горлеро Франческа Помері Еліза Квіроло Федеріка Радіччі К'яра Табані Лаура Теані                                                          |